# Lytton
Lytton és una població dels els Estats Units a l'estat d'Iowa. Segons el cens del 2000 tenia 305 habitants.

## Demografia
Segons el cens del 2000, Lytton tenia 305 habitants, 141 habitatges, i 83 famílies. La densitat de població era de 619,8 habitants/km².
Dels 141 habitatges en un 27% hi vivien nens de menys de 18 anys, en un 44,7% hi vivien parelles casades, en un 8,5% dones solteres, i en un 41,1% no eren unitats familiars. En el 38,3% dels habitatges hi vivien persones soles el 22% de les quals corresponia a persones de 65 anys o més que vivien soles. El nombre mitjà de persones vivint en cada habitatge era de 2,16 i el nombre mitjà de persones que vivien en cada família era de 2,86.
Per edats la població es repartia de la següent manera: un 23,6% tenia menys de 18 anys, un 9,2% entre 18 i 24, un 24,6% entre 25 i 44, un 20,7% de 45 a 60 i un 22% 65 anys o més.
L'edat mediana era de 40 anys. Per cada 100 dones de 18 o més anys hi havia 91 homes.
La renda mediana per habitatge era de 29.844 $ i la renda mediana per família de 31.667 $. Els homes tenien una renda mediana de 26.477 $ mentre que les dones 15.833 $. La renda per capita de la població era de 14.650 $. Entorn del 6,3% de les famílies i el 8,4% de la població estaven per davall del llindar de pobresa.

## Poblacions més properes
El següent diagrama mostra les poblacions més properes.